# Wellenberuhigungsöl
Wellenberuhigungsöl, auch Wellenöl genannt, wird in der Schifffahrt eingesetzt, um den Seegang auf hoher See zu verringern. Traditionell handelte es sich um Olivenöl, später wurden tierische Öle oder Mineralöle eingesetzt. Heute ist die Anwendung dieser Methode wegen der damit verbundenen Gewässerverschmutzung international aufgrund des MARPOL-Abkommens auf den absoluten Notfall beschränkt.
In der österreichischen Seeschifffahrts-Verordnung (SeeSchFVO) vom 15. April 1981 sind „Rettungsboote und -flöße von Schiffen in der Küstennahen Fahrt“ nach § 33 (Ausrüstung der Rettungsboote und -flöße) unter anderem mit einem Gefäß, das 5 kg Wellenöl enthält, auszustatten.

## Funktionsweise
Da die Öl-Moleküle Wasser abweisen, setzt sich das Öl in einer Schicht auf der Oberfläche ab und breitet sich horizontal darauf aus. Schon geringe Mengen Öl reichen für große Flächen, da die Öl-Moleküle dazu neigen, sich in einer monomolekularen Schicht auf dem Wasser abzusetzen – also ein Molekül neben dem anderen, keine zwei übereinander (siehe auch Ölfleckversuch).
Dieser zähe, elastische Ölfilm sorgt dafür, dass an der Oberfläche auftretender Wind mehr Energie verliert, wenn er den Ölfilm und das darunterliegende Wasser bewegt. Dadurch wird die Entstehung von kleineren Wellen unterbunden und über eine Kettenreaktion werden dadurch größere Wellen abgeschwächt. Erste aufgezeichnete Versuche dazu führte der amerikanische Politiker und Wissenschaftler Benjamin Franklin durch. Er stellte fest, dass bei Zugabe eines Teelöffels Olivenöl in einen Teich dieser spiegelglatt wurde.

## Anwendung

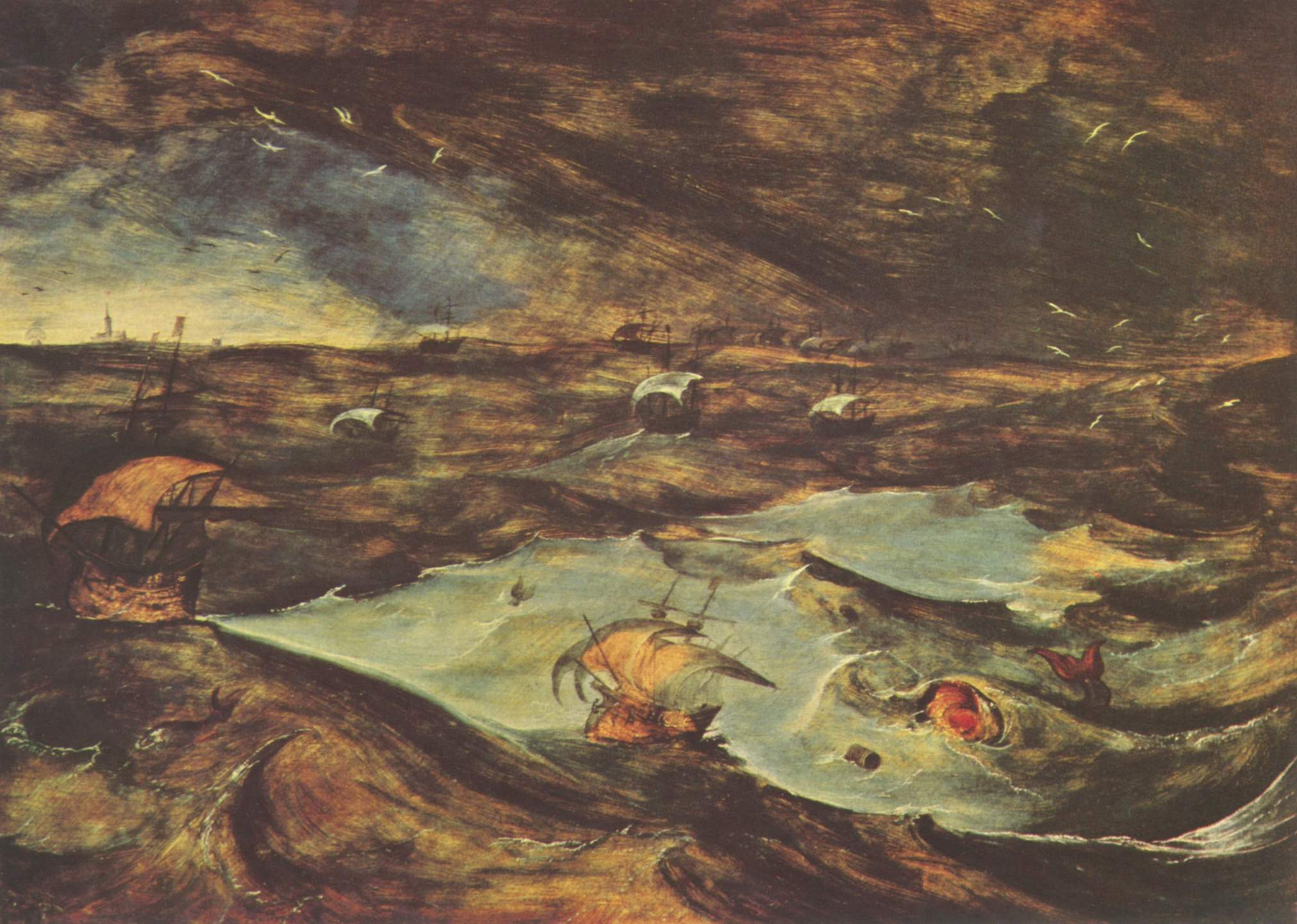
Joos de Momper: Der Seesturm (Kunsthistorisches Museum Wien)

In der Seefahrt wurde dieser Effekt schon früher beobachtet, beispielsweise wenn öltransportierende Segelschiffe Teile ihres Frachtguts verloren. Schon die Römer sollen diese wellenabschwächende Methode verwendet haben. Ein altes Seegesetz verordnete später, dass das Öl als erstes über Bord gehen soll, wenn die Ladung bei einem Sturm aufgegeben werden muss. Auf dem um 1610/1615 entstandenen Gemälde Der Seesturm von Joos de Momper kippt eines der Schiffe Öl über Bord, um das Meer zu beruhigen.
Im Handel war ein patentiertes Wellenöl nach Dr. Richter. Es bestand im Wesentlichen aus Ölsäure, die mit 10 % Amylalkohol versetzt war.
Der US-amerikanische Hobby-Seefahrer Warwick Tompkins, der im Jahre 1937 mit seiner Familie auf der Wander Bird das Kap Hoorn umschiffte, wies in seinem Kurzfilm über die Reise auf die Bedeutung des Wellenberuhigungsöls hin. Das Mittel spielte noch in den 1960er-Jahren eine Rolle: Für deutsche Schiffe galt die Vorschrift der See-Berufsgenossenschaft, Wellenberuhigungsöl stets mitzuführen. Es sollte vor allem verhindern, dass die Rettungsboote mit Wasser volllaufen. Da diese später meist geschlossen waren und zudem keine Einigkeit über die Wirksamkeit der Maßnahme bestand, wurde die Vorschrift wieder aufgehoben. Es gibt noch immer Rettungsboote mit einem kleinen Ölkanister an Bord.
Rein wissenschaftlich wurde das Phänomen mit einem Experiment unter der Leitung von Heinrich Hühnerfuss von der Universität Hamburg in den 1970er-Jahren untersucht: Im Bereich eines zweieinhalb Quadratkilometer großen Ölfilms, der auf der Nordsee ausgebracht wurde, verringerte sich die Höhe größerer Wellen demnach um zehn Prozent.

## Empfehlungen
Das vom Bundesamt für Seeschifffahrt und Hydrographie herausgegebene Handbuch für Brücke und Kartenhaus enthält umfangreiche
Empfehlungen zum „Gebrauch von Öl zum Glätten der See“.
Die beste Wirkung entfaltet das Öl auf tiefem Wasser, weniger bis gar nicht wirkt es über Barren (Untiefen oder Sandbänken), unwirksam ist es vor allen Dingen bei Brandungsgrundseen. Es wird davor gewarnt, Öl einzusetzen, wenn sich Schiffbrüchige im Wasser befinden.

### Ölarten
Dickflüssiges Öl ist besser geeignet als dünnflüssiges und pflanzliches ist wegen der biologischen Abbaubarkeit dem Mineralöl vorzuziehen. Das Öl ist umso wirksamer, je schneller es sich ausbreitet. Bei Kälte muss dickflüssiges mit dünnflüssigem Öl, zum Beispiel Petroleum, vermischt werden.

### Ausbringen
Es gibt mehrere Arten, das Öl auszubringen: Direkt über Bord pumpen, durch Gebrauch von Behältern, die das Öl aussickern lassen, oder mittels Ölsprühraketen. Als Behälter werden Segeltuchbeutel oder Segeltuchschläuche empfohlen, die lose mit Werg ausgestopft und mit Öl befüllt werden. Diese werden dann mit der Segelnadel mit Löchern versehen und an geeigneter Stelle über Bord gehängt.

### Empfohlene Anwendungsfälle
Es gab genaue Anweisungen, wie das Öl bei folgenden Fällen anzuwenden sei:
- Beigedrehte Schiffe (bis 4 Knoten Fahrt)
- Schleppen von Schiffen
- Anlegen an ein Wrack
- Übernahme eines Lotsen
- Mann über Bord
- Segelnde Boote
- Abreiten eines Sturmes in Booten
- Passieren einer Untiefe mit Booten
- Strandungen

## Fallbeispiele
Im 1936 erschienenen Buch Kapitäne berichten schildert Kapitän Fritz Kruse eine Bergung Schiffbrüchiger vom Wrack des norwegischen Dampfers Sisto in der Nacht des 18. auf den 19. Dezember 1934 im Nordatlantik. Diese wurden demnach mit einem Rettungsboot auf das von ihm geführte Schiff New York übernommen, während sich zwei weitere Schiffe (Aurania und Gerolstein) auf der Luvseite des Wracks aufhielten, unter anderem, um durch Ablassen von Öl den Wellengang zu beruhigen.
Ebenfalls aus dem Jahr 1936 stammt die Filmdokumentation von Warwick M. Tompkins über seine Passage von Boston nach San Francisco auf dem Lotsenschoner No. 5 Elbe. Zur Dämpfung der schweren Wellen vor Kap Hoorn wurde zu diesem Zweck mitgeführtes Wellenberuhigungsöl eingesetzt.